# Розенблюм, Мэри
Мэри Розенблум (англ. Mary Rosenblum; 27 июня 1952[…], Левиттаун, Нью-Йорк — 11 марта 2018[…], Ла-Сентер, Вашингтон) — американская писательница в жанре научной фантастики.

## Биография
Родилась в 1952 году в Левиттауне, штат Нью-Йорк, США. Детство провела в Эллисон Парк, маленьком шахтёрском городке близ Питтсбурга, Пенсильвания. Училась в Рид-колледже, где получила научную степень по биологии. В 1988 году посещала литературную мастерскую «Кларион Вест».
Её первый рассказ увидел свет в 1990 году, а первый роман вышел в 1993 году. Произведения Розенблюм преимущественно относятся к жанру научной фантастики. Единственным исключением стала серия детективных романов «Садовые тайны» (1999—2002; под именем Мэри Фриман).
Написанный в 1994 году роман «Засушливые земли» принёс автору Премию имени Комптона Крука, которая вручается за лучший дебютный фантастический роман. В 1996 году за роман «Химера» (1993) писательница удостоилась финской премии «Странствующая звезда», а в 2009 стала лауреатом премии «Окольный путь» (за рассказ «Жертвоприношение»). К тому же, Мэри Розенблюм — финалистка таких престижных литературных премий как «Хьюго», «Небьюла» и другие.
В конце жизни отошла от написания произведений. В рамках программы «The New Writer’s Interface» («Предел нового писателя») больше занималась помощью молодым авторам в их становлении и издании книг.
Занималась сыроварением и преподавала это ремесло на нескольких курсах. В 57 лет получив лицензию пилота. Была президентом Ассоциации Орегонского пилотов. По словам самого автора, это занятие помогало ей перезарядить её креативность. 11 марта 2018 погибла в авиакатастрофе, пилотируя небольшой самолёт.
Последние годы Мэри Розенблюм с семьёй провела в Портленде, штат Орегон.

## Произведения

### Романы
- The Drylands (1993) — «Засушливые земли»;
- Chimera (1993) — «Химера»;
- The Stone Garden (1994) — «Каменный сад»
- Devil’s Trumpet (1999) — «Труба дьявола»;
- Deadly Nightshade (1999) — «Белладонна»;
- Bleeding Heart (2000) — «Обескровленное сердце»;
- Garden View (2002) — «Садовый пейзаж»;
- Water Rites (2006) — «Водяные ритуалы»;
- Horizons (2007) — «Горизонты».

### Сборник
- Synthesis & Other Virtual Realities (1996) — «Синтетические и другие виртуальные реальности».

### Нон-фикшн
- Self Publishing Success: A Handbook for New Writers (2013) — «Успех самиздата: Пособие для новых авторов».